# Confirm or Deny
Confirm or Deny é um filme estadunidense de 1941 dirigido por Archie Mayo e Fritz Lang. Foi estrelado por Don Ameche e Joan Bennett.

## Produção
Tyrone Power foi originalmente escalado para estrelar Confirm or Deny, e Fritz Lang para dirigi-lo. No início de julho 1941, Lang passou três dias observando a rotina diária no gabinete Associated Press para se preparar para o filme. Depois de seis dias de filmagens, no entanto, Lang foi substituído por Archie Mayo, devido a problemas de saúde. Fred Kohlmar foi inicialmente definido para produzir o filme, mas quando ele deixou  a Twentieth Century-Fox para trabalhar na Paramount, a responsabilidades pela produção foram pessoalmente assumida por Darryl F. Zanuck.  O filme marcou a estréia na tela da atriz Helene Reynolds.

## Elenco
- Don Ameche ... 'Mitch' Mitchell
- Joan Bennett ... Jennifer Carson
- Roddy McDowall ... Albert Perkins
- John Loder ... Capt. Lionel Channing
- Raymond Walburn ... H. Cyrus Stuyvesant
- Arthur Shields ... Jeff
- Eric Blore ... Sr. Hobbs
- Billy Bevan ... Sr. Bindle
- Queenie Leonard ... Daisy